# توماس أرمسترونغ (لاعب كريكت)
توماس أرمسترونغ (21 أبريل 1849 في المملكة المتحدة - 27 يناير 1929) (بالإنجليزية: Thomas Armstrong)‏ هو لاعب كريكت بريطاني.

## وصلات خارجية
- توماس أرمسترونغ على موقع إي آس بي آن كريك إنفو (الإنجليزية)